# Cédric Pineau
Cédric Pineau (* 8. Mai 1985 in Migennes) ist ein ehemaliger französischer Radrennfahrer.

## Karriere
Cédric Pineau fuhr 2006 als Stagiaire beim französischen Professional Continental Team Agritubel, ehe er im Jahr 2007 zum Continental Team Roubaix Lille Métropole seinen ersten regulären Vertrag bei einem internationalen Radsportteam erhielt. Nach einer Saison wechselte Pineau zum ProTeam Ag2r La Mondiale, für das er beim Eintagesrennen Paris–Bourges als Zweiter seine erste vordere internationale Platzierung erzielte. Im Jahr 2010 fuhr er für das Continental Team Roubaix Lille Métropole und gewann Paris–Troyes sowie eine Etappe der Tour de Bretagne. Zur Saison 2011 wechselte zur Mannschaft FDJ, für die er mehrmals die Tour de France und die Vuelta a España beendete. Nach Ablauf der Saison 2019 beendete Pineau seine Laufbahn als Aktiver.

## Erfolge
2010
- Paris–Troyes
- eine Etappe Tour de Bretagne

## Grand-Tour-Platzierungen
| Grand Tour            | 2012 | 2013 | 2014 | 2015 | 2016 | 2017 |
| --------------------- | ---- | ---- | ---- | ---- | ---- | ---- |
| Giro d’ItaliaGiro     | –    | –    | –    | 121  | –    | –    |
| Tour de FranceTour    | 133  | –    | 102  | –    | DNF  | –    |
| Vuelta a EspañaVuelta | –    | 103  | 77   | –    | –    | –    |